# USS Virginia (BB-13)
El USS Virginia (BB-13) fue un acorazado tipo pre-dreadnought buque líder de su clase de la Armada de los Estados Unidos. Fue la quinta embarcación nombrada en honor al estado de Virginia. Su quilla fue colocada en el astillero de Newport News Shipbuilding and Dry Dock Company en Newport News, Virginia, en mayo de 1902, fue botado en abril de 1904, y puesto en servicio con la flota en mayo de 1906. Estaba armado con una batería principal de cuatro cañones de 305 mm, y ocho de 203 mm, y podía navegar a una velocidad máxima de 19 nudos (35 km/h).
Durante toda su carrera sirvió con la Flota del Atlántico, la mayor parte del tiempo realizando ejercicios de entrenamiento en tiempos de paz para mantener la flota lista. Formó parte del crucero alrededor del mundo de la Gran Flota Blanca, de 1907 a 1909. Participó en la intervención estadounidense durante la Revolución Mexicana de 1913 a 1914, incluida la ocupación del puerto de Veracruz. Después de que Estados Unidos entrara a la Primera Guerra Mundial en abril de 1917, fue usado para entrenar artilleros para la flota en expansión, y después para escoltar convoyes a Europa. Durante este periodo, sirvió brevemente como buque insignia de la 1.ª y 3.ª División de Fuerza de Acorazados. Después del término de la guerra, en noviembre de 1918, fue asignado a la operación de repatriar de Francia a los soldados estadounidenses. Fue dado de baja en 1920 y usado como barco objetivo en 1923 bajo los términos del Tratado naval de Washington.

## Diseño
El Virginia tenía una eslora de 134.49 m, una manga de 23.24 m, y un calado de 7.24 m. Tenía un desplazamiento estándar de 14 948 toneladas largas, y de 16 094 a máxima capacidad. Era impulsado por motores de vapor de triple expansión de dos ejes con una potencia de 19 000 caballos de fuerza (14 000 kW), conectados a dos ejes de hélices. El vapor era generado por veinticuatro calderas Niclausse de carbón. El sistema de propulsión generaba una velocidad máxima de 19 nudos (35 km/h). Tal como fue construido, tenía mástiles militares pesados, pero fueron reemplazados en 1909 por mástiles de celosía. Tenía una tripulación de 812 oficiales y marinos.
Estaba armado con una batería principal de cuatro cañones calibre 305 mm/40 serie 4 en dos torretas dobles en la línea central, una en la proa y otra en la popa. La batería secundaria consistía en ocho cañones calibre 203 mm/45, y doce cañones calibre 152 mm/50. Los cañones de 203 mm estaban montados en cuatro torretas dobles; dos de ellas superpuestas sobre las torretas de la batería principal, las otras dos al frente de la chimenea delantera. Los cañones de 152 mm estaban colocados en casamatas en el casco. Contaba con doce cañones calibre 76 mm/50 para la defensa a corta distancia contra buques torpederos, también montados en casamatas a lo largo del casco, y con doce cañones de 3 libras. Como estándar de los buques capitales de ese periodo, contaba con cuatro tubos lanzatorpedos de 533 mm en lanzadores sumergidos a los costados del casco.
El cinturón blindado del Virginia era de 279 mm de grosor sobre los pañoles y las salas de máquinas, y de 152 mm en el resto de la embarcación. Las torretas de la batería principal tenían costados de 305 mm de grosor, y las barbetas de apoyo tenían 254 mm en los costados expuestos. La torre de mando tenía costados de 229 mm de grosor.

## Historial de servicio

### Primeros años y Gran Flota Blanca

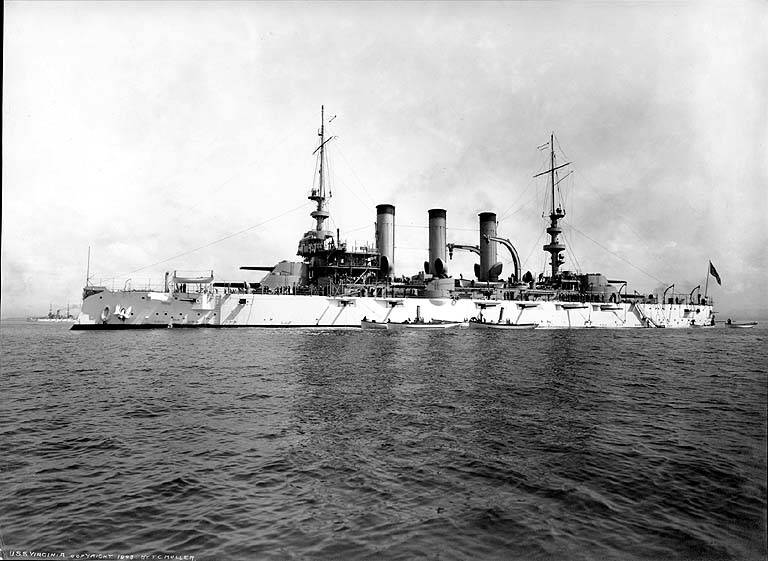
USS Virginia, 1908

La quilla del Virginia fue colocada en el astillero de Newport News Shipbuilding el 21 de mayo de 1902, y fue botado el 5 de abril de 1904. Fue puesto en servicio activo el 7 de mayo de 1906 bajo el mando del capitán Seaton Schroeder. La embarcación comenzó un crucero de pruebas de la bahía de Chesapeake a Newport, luego a Long Island, finalizando en Bradford el 9 de agosto. Le siguieron pruebas en altamar en Rockland, Maine, en el que la embarcación registró una velocidad de 19,73 nudos (36.58 km/h), antes de continuar a Oyster Bay, en Long Island, donde pasó revista para el presidente Theodore Roosevelt del 2 al 4 de septiembre. Fue enviado el 15 de septiembre a proteger la ciudad de La Habana, Cuba después de que iniciara una revolución contra el presidente Tomás Estrada, quien solicitó la intervención del gobierno de los Estados Unidos para proteger su gobierno. Permaneció ahí del 21 de septiembre al 13 de octubre, entonces regresó a Sewell's Point, en Virginia.
La embarcación procedió a Norfolk, donde cargó carbón antes de continuar a Tompkinsville, Staten Island. Zarpó al astillero de Nueva York y entró en dique seco para que le fuera pintada la parte inferior de su casco. Retornó al astillero de Norfolk para reparaciones que duraron del 3 de noviembre de 1906 al 18 de febrero de 1907 después de una colisión con el barco de vapor Monroe en el canal de Cabo Norfolk. El accidente provocó daños significativos en ambos navíos y se presumió que los sistemas de dirección del Virginia habían fallado, contribuyendo con el accidente. Entre el 19 de febrero y 23 de marzo del mismo año, le fue instalado un dispositivo de control de fuego. Regresó a Cuba, arribando a la bahía de Guantánamo el 28 de marzo. Realizó entrenamientos de artillería frente a las costas de Cuba hasta el 10 de abril, cuando regresó a Hampton Roads, Virginia, donde se mantuvo desde el 15 de abril hasta el 15 de mayo. Durante este periodo, participó en la feria de Jamestown para conmemorar el aniversario 300 de la fundación de la colonia. A mediados de mayo, ingresó al astillero de Norfolk para reparaciones, que duraron hasta principios de junio. Del 7 al 13 de ese mes, formó parte de una revista naval para el presidente Roosevelt en Hampton Roads. Le siguieron prácticas de tiro en la bahía de Cabo Cod de mediados de junio a mediados de julio. El Virginia y el resto de la división navegaron por la costa este, deteniéndose en Newport, Nueva York, y en Provincetown, seguido por entrenamientos de batalla nocturnos en la bahía de Cod.
En septiembre de 1907, regresó al astillero de Norfolk para mantenimiento, que duró del 24 de septiembre al 24 noviembre. Fue equipado con uno de los primeros equipos de radio de corto alcance, destinados a ser usados durante el crucero de la Gran Flota Blanca por todo el mundo. Posteriormente se trasladó al astillero de Nueva York para reparaciones adicionales antes de regresar a Hampton Roads el 6 diciembre. Los diez días posteriores, la tripulación se preparó para el crucero de la Gran Flota Blanca, que fue concebido como una forma de demostrar el poderío militar de los Estados Unidos, particularmente hacia Japón. Las tensiones entre Estados Unidos y Japón habían comenzado a aumentar después de la victoria japonesa en la guerra ruso-japonesa, en 1905. La prensa de ambos países pedía la guerra, y Roosevelt esperaba utilizar la demostración de poderío naval para disuadir cualquier agresión japonesa.
El 17 de diciembre, la flota partió de Hampton Roads y navegó al sur hacia el Caribe, y de ahí a Sudamérica, haciendo paradas en Puerto España, Río de Janeiro, Punta Arenas y Valparaíso, entre otros puertos. Después de llegar a la bahía de Magdalena, México, en marzo de 1908, la flota pasó tres semanas llevando a cabo prácticas de artillería. La flota continuó su viaje por la costa americana del Pacífico, deteniéndose en San Francisco, California, y en Seattle antes de cruzar el Pacífico hacia Australia, deteniéndose de camino en Hawái. Algunas paradas en el Pacífico Sur incluyeron Melbourne, Sídney y Auckland.
Después de dejar Australia, la flota giró al norte hacia Filipinas, deteniéndose en Manila antes de continuar hacia Japón, donde se realizó una ceremonia de bienvenida en Yokohama. En noviembre, le siguieron tres semanas de ejercicios en la bahía de Súbic, Filipinas. Las embarcaciones pasaron por Singapur el 6 de diciembre y entraron al océano Índico, cargaron carbón en Colombo antes de cruzar el canal de Suez y volvieron a abastecerse de carbón en Puerto Saíd, Egipto. La flota hizo escala en varios puertos del Mediterráneo antes de detenerse en Gibraltar, donde una flota internacional de barcos de guerra británicos, rusos, franceses y alemanes los recibieron. Las embarcaciones cruzaron el Atlántico para regresar a Hampton Roads el 22 de febrero de 1909, habiendo viajado 46 729 millas náuticas (82 542 km). Ahí, pasaron revista con el presidente Theodore Roosevelt.

### 1909-1916

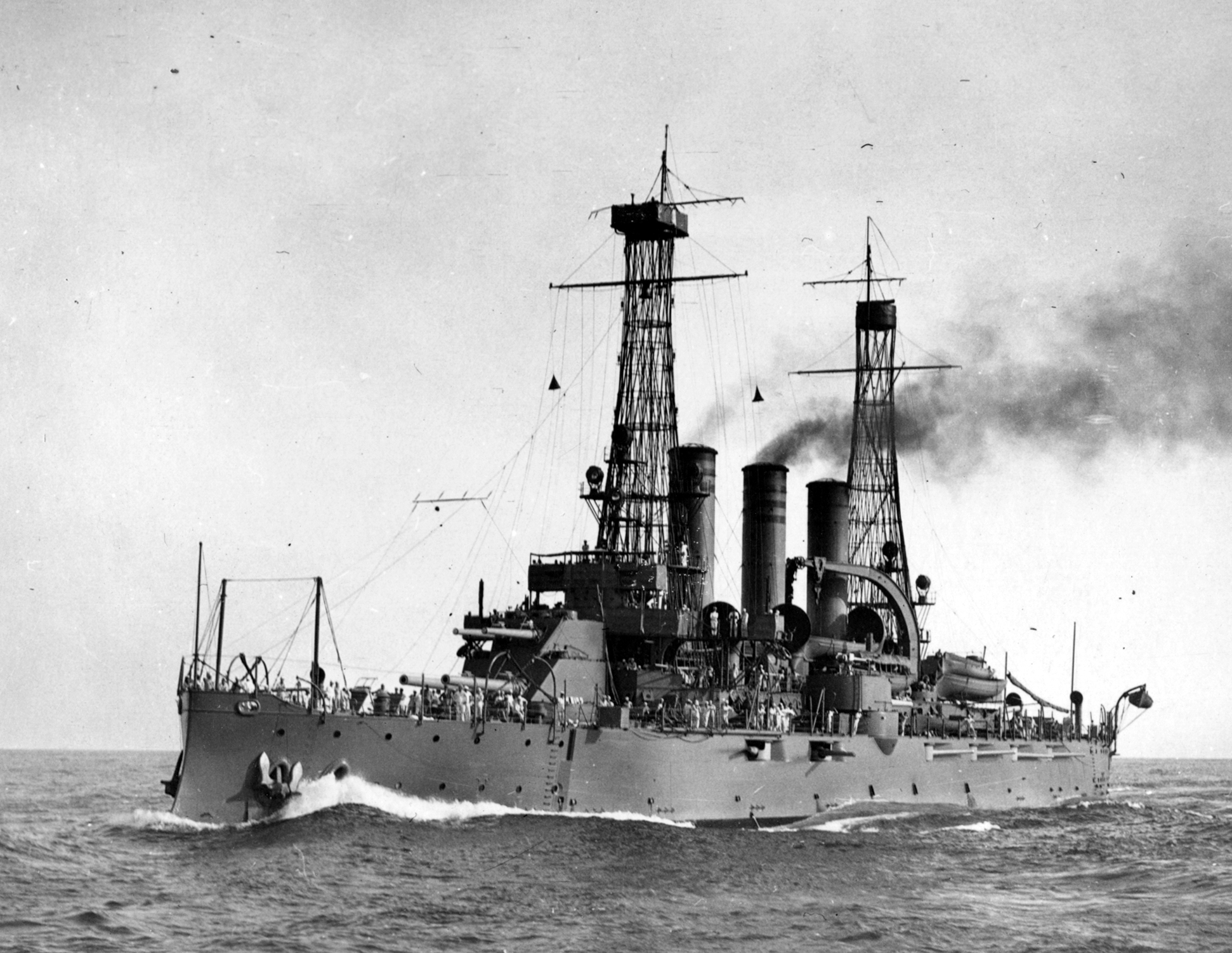
USS Virginia, entre 1910 y 1913

El 26 de febrero, el Virginia entró en dique seco en el astillero de Norfolk para reparaciones después del viaje de dos años. La embarcación requirió de un extensivo mantenimiento, que duró hasta el 26 de junio. Pasó los siguientes quince meses llevando cabo una rutina de entrenamientos en tiempos de paz, con maniobras en los cabos de Virginia y Newport. A finales de 1909, el Virginia junto con otras embarcaciones de la Flota del Atlántico, cruzaron el océano para visitar los puertos de Brest, Francia, y Gravesend, Inglaterra. La flota regresó a la bahía de Guantánamo para maniobras, que duraron del 13 de enero al 13 de marzo de 1910. El Virginia regresó a los cabos de Virginia para más ejercicios. El acorazado, junto con su embarcación hermana Georgia partieron el 11 de abril hacia el astillero de Boston, llegando el día 13 para otro periodo de mantenimiento. Las reparaciones en el Virginia duraron hasta el 24 de mayo, entonces la embarcación navegó a Provincetown. Ahí, experimentó con equipo para cargar carbón con el collier Vestal, y llevó a cabo entrenamiento con torpedos. Regresó a Boston el 18 de junio.
Los siguientes tres años, el Virginia se adhirió a las rutinas de entrenamiento en tiempos de paz con muy pocas interrupciones. Para 1913, las condiciones en México durante la Revolución Mexicana comenzaron a empeorar, y la Armada de los Estados Unidos desplegó buques de guerra en el país para proteger a sus connacionales en la región. El Virginia operó en los puertos de Tampico y Veracruz, del 15 de febrero al 15 de marzo, antes de regresar a la costa este de los Estados Unidos para más entrenamientos. En mayo, participó en una ceremonia dedicada al monumento del USS Maine. Regresó a aguas mexicanas el 4 de noviembre, cuando arribó al puerto de Veracruz. Navegó en aguas mexicanas hasta enero de 1914, y luego partió a Cuba. Ahí llevó a cabo maniobras con la flota hasta mediados de marzo, a las que le siguieron ejercicios de entrenamiento adicionales en los cabos de Virginia, y entrenamiento de artillería de la bahía de Chesapeake. Este último entrenamiento incluyó disparos al naufragio del San Marcos (anteriormente conocido como el acorazado Texas). La mayor parte de abril la pasó en el astillero de Boston para reparaciones.
Mientras tanto, Estados Unidos había ocupado el puerto de Veracruz después del incidente de Tampico. El Virginia fue enviado al lugar para apoyar las operaciones contra México después de abandonar el astillero, arribando el 1 de mayo. Permaneció ahí hasta inicios de octubre, con una interrupción para entrenamientos de artillería del 18 de septiembre al 3 de octubre en la bahía de Guantánamo. Después de partir de Veracruz, regresó a la costa este de los Estados Unidos, donde permaneció hasta inicios de 1916. El 20 de marzo, fue colocado en la reserva en el astillero de Boston para una revisión mayor; se encontraba ahí bajo reparaciones cuando Estados Unidos le declaró la guerra a Alemania, entrando a la Primera Guerra Mundial en abril de 1917.

### Primera Guerra Mundial
Tras la entrada de los Estados Unidos en la guerra, la Armada se apoderó de todos los buques mercantes alemanes que habían entrado a aguas estadounidenses antes del conflicto. La tripulación del Virginia abordó varios navíos alemanes en Boston, incluidos el Amerika, Cincinnati, Wittekind, Köln, y Ockenfels. Los trabajos de reparación en el Virginia fueron completados el 27 de agosto, permitiéndole a la embarcación navegar a Port Jefferson, en Nueva York, donde se unió a la 3.ª División de Fuerza de Acorazados de la Flota del Atlántico. Sirvió como un buque de entrenamiento de artillería durante el siguiente año. El almirante Albert Grant, comandante de la Fuerza de Acorazados, reclamó que los hombres bajo sus órdenes estaban pobremente entrenados. Reportó que el 87 por ciento de los tripulantes del Virginia jamás habían servido a bordo de un buque de guerra, y la mayoría de los oficiales no tenían suficiente entrenamiento. Durante este periodo, fue buque insignia por dos lapsos cortos, el primero en diciembre como buque insignia de la 1.ª División bajo el mando del contraalmirante John Hoogewerff, y el segundo bajo el mando del contraalmirante Thomas Snowden de la 3.ª División.
A finales de 1918, pasó por una revisión en el astillero de Boston, después de la cual se le dio la orden de escoltar convoyes a medio camino a través del Atlántico hacia puntos de encuentro donde otros escoltas los llevarían hasta Francia. Su primer convoy de tropas, con 12 176 soldados a bordo, partió de Nueva York el 14 de octubre. Escoltó a otro convoy el 12 de noviembre, aunque Alemania firmó el armisticio que terminaría con la guerra en Europa un día antes. Con el final de la guerra, el Virginia fue equipado para repatriar de Francia a los soldados estadounidenses; las modificaciones incluyeron literas adicionales y comedores. El 17 de diciembre partió de Norfolk en el primero de cinco viajes hacia Brest, Francia. Este viaje lo realizó en compañía de su buque hermano Rhode Island, y ambos navíos arribaron a Brest el 30 de diciembre. Abordaron 2043 soldados antes de partir tres días después. Su último viaje finalizó el 4 de julio de 1919 en Boston, y durante los cinco viajes, transportó a 6037 soldados de vuelta a los Estados Unidos.

### Destino

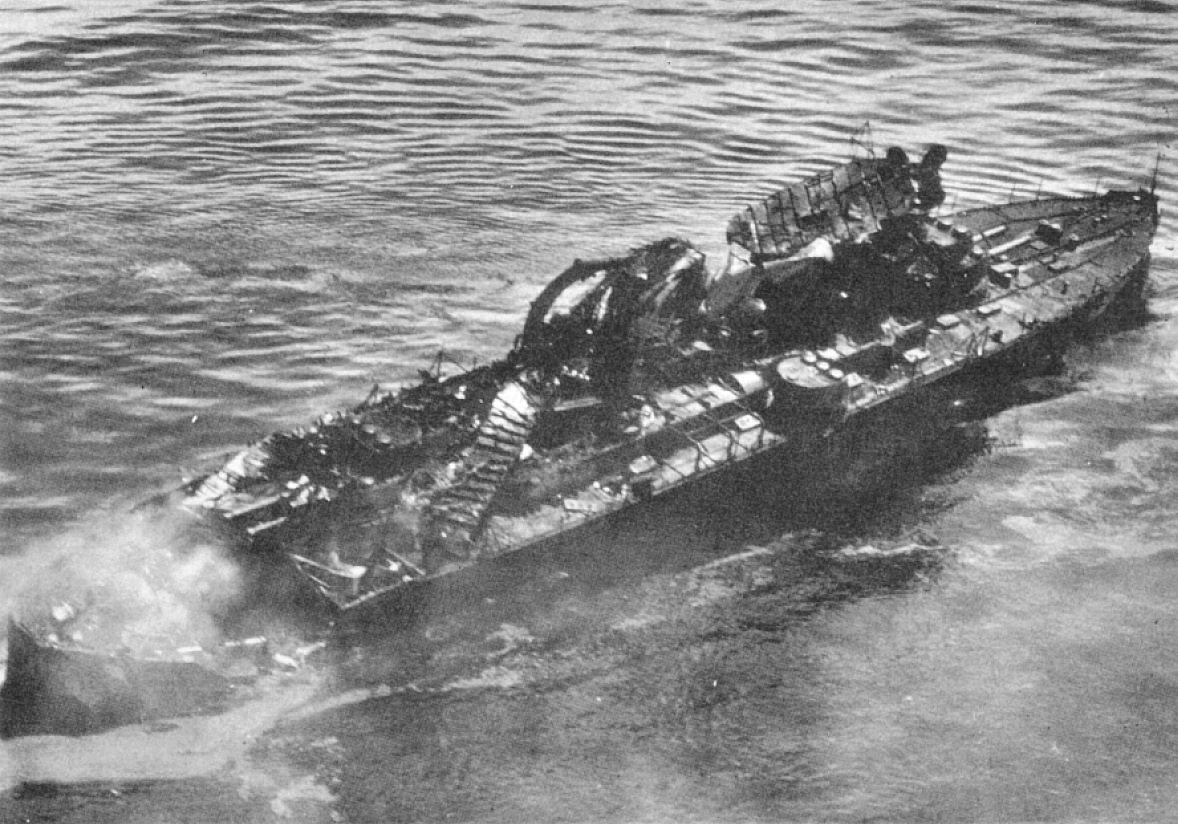
El Virginia, poco antes de hundirse después de las pruebas de bombardeo aéreo

El Virginia bautizó el dique seco de la Mancomunidad, en Boston en enero de 1920, y permaneció ahí durante un año, siendo reclasificado como BB-13 el 17 de julio de 1920 y dado de baja el 13 de agosto. De acuerdo a los términos del Tratado naval de Washington, de 1922, que ordenaba reducciones importantes en el poderío naval, el Virginia fue descartado; inicialmente fue puesto en venta el 12 de julio de 1922, pero en cambio, la Armada lo transfirió al Departamento de Guerra el 6 de agosto de 1923. El Virginia sería destinado a ser usado como un barco objetivo para pruebas de bombardeo, junto con su embarcación hermana New Jersey y el acorazado Alabama. Estas pruebas se llevarían a cabo en conjunto con el Servicio Aéreo del Ejército, bajo la supervisión del general Billy Mitchell.
El 5 de septiembre, el Virginia y el New Jersey fueron anclados frente al buque faro Diamond Shoals, en el cabo Hatteras, Carolina del Norte, para las pruebas, que fueron realizadas por bombarderos Martin NBS-1 del 2.º Grupo de Bombardeo. Las pruebas iniciaron a las 9:00 a. m., y al tercer ataque, siete NBS-1 lanzaron un par de bombas de 500 kg cada uno, logrando dos impactos que causaron grandes daños. La explosión destruyó el puente y derribó ambos mástiles y las tres chimeneas. El resto de las bombas cayeron cerca de la embarcación, provocando daños mayores bajo el agua. En veinte minutos, el Virginia zozobró, y diez minutos después, se deslizó entre las olas hundiéndose a 50 brazas, junto con el New Jersey, que había sido hundido el día anterior.